# Новое (Акимовский район)
Новое (укр. Нове) — село,
Атманайский сельский совет,
Акимовский район,
Запорожская область,
Украина.
Код КОАТУУ — 2320380205. Население по переписи 2001 года составляло 227 человек .

## Географическое положение
Село Новое находится на правом берегу реки Атманай,
на противоположном берегу — село Солёное.

## История
- 1939 — дата основания.